# Cueta mosambica
Cueta mosambica är en insektsart som beskrevs av Navás 1914. Cueta mosambica ingår i släktet Cueta och familjen myrlejonsländor. Inga underarter finns listade i Catalogue of Life.